# Господар прстенова: Повратак краља (видео-игра)
Господар прстенова: Повратак краља је игрица из трећег лица, развијена 2003 године од стране EA Redwood Shores за PlayStation 2 и Windows. То је наставак игре Господар Прстенова: Две куле из 2002. године.
Игра је адаптација филма Господар прстенова: Две куле (филм) и Господар прстенова: Повратак краља (филм), редитеља Питера Џексона. Ко што ни сам филм није потпуна адаптација романа Џ. Р. Р. Толкина из 1954. године тако није ни сама игра, па са у њој не могу наћи многи делови заступљени у самом роману.
Игра је у основи играња слична свом претходнику, али се разликује у додатку више прича, више играча са којима се може играти, као и повећаној интеракцији са окружењем. Мод за два играча,co-op, је такође доступан за неке мисије. Као и Две куле, Повратак краља развијен је у тесној сарадњи са New Line Cinema, користећи многе од стварних референтних фотографија, цртежа, модела. реквизита и других средстава из филма.
Игра је добила позитивне критике за графику, звук и причу, иако многи нису били задовољни позицинонирањем камере и малим видним углом.

## Игра
Повратак Краља је hack and slash акциона игра, која се игра из прерспектива трећег лица. Игра је врло слична свом претходнику по основама играња. Сваки лик има брз напад који наноси минималну штету и може лако да се блокира и жестоки напад, који наноси више штете, али је спорији и чини играча рањивим на нападе. Само жестоки напади могу сломити непријатељске штитове.
Сваки лик има више потеза, ”потез за убијање” (који се користи да се одмах убије оборени непријатељ), скок уназад (у којем лик скаче и одмиче се од непријатеља), разарајући напад (напад којим се убија више непријатеља одједном) и специјалну способност. Ликови са којима се може играти су Гандалф, Арагорн, Леголас, Гимли, Фродо и Сем. Фарамир, Пипин и Мери доступни су као ликови који се откључавају, када се пређу одређени нивои игре.
Сваки лик у игри има скуп сопствених способности. По завршетку сваког нивоа играч може надоградити способности лика користећи искуствене поене освојене током игре. Број искуствених поена зависи од ефикасности њихових убистава у игри. Током сваког нивоа, консантно ће бити оцењиване вештине које се примењују у борби са непријатељем: ”Просечно”, ”Добро”, ”Одлично” и ”Савршено”. Што већа оцена, више поена се добија. Вештина се мери мерачем у углу екрана који се повећава како играч убија непријатеље. Да би се избегло смањивање поена неопходно је избегавати ударце непријатеља, а неопходно је и користити специјалне способности. Када играч достигне ниво”Савршено” његова снага у нападу се повећава, а искуство које се добија за свако убиство је удвостручено. Нова опција у Повратку Краља је то да на кају сваког нивоа, осим надоградње индивидуалног лика, играч може да купи надоградње за целу ”Дружину”. Међутим ликови ће моћи да користе те вештине тек након достизаања одговарајућег нивоа.

Велика промена у односу на Две куле је интерактивно окружење у коме играч може да управља машинама, мостовима и катапултовима. Како би се прешли одређени нивои могуће је користити предмете из околине, као што су копља и казани како би се убили непријатељи. За разлику од Две Куле, Повратак Краља има co-op режим, који омогућава двојици играча да заједно играју игру истовремено.

## Прича
Игра почиње током Хорнбуршке битке у Хелмовом Понору, у тренутку када су Урук-хаи пробили спољне зидине. Док се браниоци повлаче у тврђаву, Гандалф се појављује на брду у пратњи хиљада Рохирима. Играч почње игру као Гандалф и улази у битку како би поразио Урук-хаи ратнике и восјку орка. Након овог нивио, игра се дели на три одвојене мисије, сваку са својим низом ликова,”Пут чаробњака” прати Гандалф, ”Пут краља” прате Арагорн, Леголас и Гимли, ”Пут Хобита” Фродо и Сем.

### Пут Чаробњака
”Пут Чаробњака” наставља се одмах након догађаја у првом нивоу. Остаци Урук-Хаи ратника и војске орка беже у Фангорн шуму. Међутим у шуми су се пробудили Енти, које предводи Дрвобради, и придужили се у борби против Сарумана. Гандалф помаже Ентима да униште остатак војске орка, а затим им у шуми помаже у рушењу бране која задржава реку Изен. Рушење бране изазива поплаву која је заробила Сарумана, у својој кули Ортанк. Гандалф и Пипин даље путују у Минас Тирит, главни град Гондора, остављајући Арагорна, Леголаса, Гимлија и Рохирима да им се касније придруже. Гандалф је отишао корак испред, због тога што Саурон грешком мисли да Пипин поседује Прстен, и Гандалф планира да искористи ову конфузију да скрене пажњу Саурона са Фродоа и Сема које Голум води у Планине Пропасти да униште прстен. У Минас Тириту Гандалф помаже војницима да одбију непријатеља, који ипак после неког времена успе да уђе у град. Гандалф и војници Минас Тирита се затим повуку у двориште где морају да бране цивиле у бегу. Након тога остаје им само да чекају Арагорнов долазак.

### Пут Краља
”Пут Краља” прате Арагорн, Леголас, Гимли и Рохирими на путу за Минас Тирит. Пре доласка, три саборца морају да прођу Стазама Мртвих са намером да убеде Војску Мртвих да им се придруже у рату за Прстен. Да би то урадили они морају да поразе Краља Мртвих у борби. Након тога Стаза Мртвих почиње да се руши и они морају да побегну пре него што ришевине падну на њих. Војска Мртвих се обавезала да им помогне и они заједно путују у Минас Тирит како би се прикљичили бици на пољима Пеленора. Прикључивши се Рохиримима и војницима Минас Тирита они се суочавају са орцима и легијама Харадрима. Такође бране Мерија и Еовен, омогућивши Еовен да победи вешца краља Ангмара. У тренутку када се чини да ће Минас Тирит бити преплављен орцима стиже Војска Мртвих која уништава снаге Мордора и ослобађа Минас Тирит.
”Пут Чаробњака” и ”Пут Краља” деле исти завршни ниво - Црна Капија Мордора. У даљем настојању да одврати Саурона од Фродоа и Сема, Гандалф саветује Арагорна да сакупи преосталу војску и изазове Саурона испред Црне Капије Мордора, који ће послати огромну војску у сусрет и тако је ослободити пролаз Фродоу и Сему до Планине Пропасти. По доласку испред Капије, дружина се суочава са Сауроновим гласником, који им говори да је Фродо мртав. Након што њега убију суочавају се са огромном армијом орка које предводе Назгули. Не верујући да је Фродо мртав, они се жртвују како би дали Фродоу довољно времена да уништи Прстен.

### Пут Хобита
На ”Путу Хобита” Фродо, Сем и Голум прво морају да побегну из Озгилијата, борећи се са орковима кроз канализацију, како би осигурали да Фродо не падне у руке Назгулима. Међутим, након бекства Голум одлучује да изда други и да узме Прстен за себе. Голум успева да посвађа и отера Сема, али их Сем ипак тајно прати у Шелобину јазбину. У јазбини Голум напушта Фродоа и оставља га огромном пауку Шелоби. Сем је принуђен да се сам бори против огромног паука и успева да победи у тој борби. Пут Фродоа и Сема даље води у само срце Мордора, у Пламен Планину, где се сукобљавају са Голумом који покушава да отме прстен. На ивици провалије, Фродо успева да победи Голума, и заједно са прстеном баци га у лави и уништи Прстен заувек.

## Реакције
Повратак Краља је критички добро примљен на свим платформама. PC верзија има успех 78,52%, на основу двадест једне критике, и оцену 78 од 100 на оснву осамнаест критика. Верзија за PS2 има успех 84,78% на основу 44 ревизије и оцену 85 од 100 на основу 31 критике.
Графика и THX-сертификовани звук хваљени су од стране критичара. Анимација, сценарио, модели играча, музика, нарација, посебно су добро примљени.Повратак Краља критикован је због лошег позиционирања камере. Такође је критикована и опција чувања игре, одосно да се игра може сачувати тек када се пређе ниво. Критичари су се такође пожалили на клипове које је немогуће прескочити и повремено нејасне циљеве у игри.